# Alexandru Melenciuc
Alexandru Melenciuc (sinh ngày 20 tháng 3 năm 1979) là một cầu thủ bóng đá người Moldova. Hiện tại anh thi đấu cho Navbahor Namangan ở Giải bóng đá vô địch quốc gia Uzbekistan.

## Sự nghiệp
Anh bắt đầu sự nghiệp thi đấu tại Sheriff Tiraspol năm 1999. Vào tháng 8 năm 2011 Melenciuc chuyển đến Sogdiana Jizzakh. Ngày 14 tháng 4 năm 2012 anh ký hợp đồng thời hạn ngắn với FC Tighina. Sau khi thi đấu cho Tighina, anh chuyển đến FC Speranța Crihana Veche.
Vào tháng 2 năm 2013 anh chuyển đến Sogdiana Jizzakh để chơi tại Giải bóng đá vô địch quốc gia Uzbekistan 2013. Sau 2 mùa giải với Sogdiana và 51 trận, anh gia nhập Navbahor Namangan.

## Danh hiệu

### Câu lạc bộ
Sheriff Tiraspol
- Divizia Naţională (3): 2007–08, 2008–09, 2009–10
- Cúp bóng đá Moldova (3): 2008, 2009, 2010
- Siêu cúp bóng đá Moldova (1): 2007